# Геометрична мурена
Геометричните мурени (Gymnothorax griseus) са вид актиноптери от семейство Муренови (Muraenidae).
Те са незастрашен вид.
Таксонът е описан за пръв път от Бернар Жермен дьо Ласепед през 1803 година.